# 白い花嫁
《白い花嫁》（英語:  The White Bride） は、香港出身の歌手、アニタ・ムイの日本における2枚目の日本語の7インチ・ビニール・シングル。このシングルは1983年11月21日にEMIミュージック・ジャパンにリリースされた。

## 解説
アジアの歌姫、 香港ポップの実力派歌手アニタ・ムイの日本で発売された2nd日本語の7インチ・ビニール・シングル。
83年に『唇をうばう前に』で日本デビュー。続けて出した『白い花嫁』のＢ面が『なんとなく幸せ』。アニタはその頃「香港の山口百恵」として売り出していましたが、日本進出にあたっては髪形を当時大人気だった中森明菜風に「ふんわりロング」にしているのが。翌84年には『なんとなく幸せ』の 広東語ヴァージョン 『不信愛有罪』を発売しし、86年に出した北京語ヴァージョン が『愛没有罪』。

## 収録曲
| #  | タイトル                                        | 作詞 | 作曲 |
| -- | ----------------------------------------------- | ---- | ---- |
| 1. | 「白い花嫁 (「不許再回頭」日本語ヴァージョン)」 |      |      |

| #  | タイトル                                              | 作詞 | 作曲 |
| -- | ----------------------------------------------------- | ---- | ---- |
| 1. | 「なんとなく幸せ (「不信愛有罪」日本語ヴァージョン)」 |      |      |